# 1870년
1870년은 토요일로 시작하는 평년이다.

## 연호
- 청(淸) 동치(同治) 9년
- 일본(日本) 메이지(明治) 3년
- 응우옌 왕조(阮朝) 뜨득(嗣德) 23년

## 기년
- 류큐(琉球) 쇼타이왕(尚泰王) 23년
- 청(淸) 목종 동치제(穆宗 同治帝) 9년
- 조선(朝鮮) 고종(高宗) 7년
- 응우옌 왕조(阮朝) 사덕제(嗣德帝) 23년

## 사건
- 5월 15일 - 일본이 아시아에서 최초로 병제(兵制)를 통일하였다.
- 7월 19일 - 프로이센-프랑스 전쟁이 발발하다.
- 8월 18일 - 프로이센-프랑스 전쟁: 그라블로트 전투에서 프로이센군이 전쟁 최대 규모의 사상자를 내고 프랑스군에 전략적 승리를 거두었다.
- 9월 1일 - 프로이센-프랑스 전쟁: 스당 전투에서 프로이센군에 맞선 프랑스군이 대패, 나폴레옹 3세 황제가 포로로 잡혔다.
- 9월 4일 - 프랑스의 나폴레옹 3세가 퇴위하고 제3공화국이 선포되다.
- 9월 20일 - 이탈리아 왕국이 로마 점령에 나서 교황령을 자국 영토로 편입시켰다.
- 10월 12일 - 이탈리아 통일이 완수되었다.
- 11월 27일 - 이탈리아 왕국에서 총선이 실시되어 조반니 란차 총리의 역사적 우파 진영이 집권을 유지하였다.

## 탄생
- 1월 9일 - 오스트레일리아의 외교관 겸 정치인 토머스 라이언. (~1943년)
- 1월 13일 - 대한민국의 독립운동가 이필주. (~1942년)
- 1월 16일 - 미국의 야구 선수 지미 콜린스. (~1943년)
- 1월 25일 - 스웨덴의 수학자 헬리에 본 코크. (~1924년)
- 2월 7일 - 오스트리아의 정신의학자 알프레드 아들러. (~1937년)
- 3월 10일 - 일본의 교육자 주만 가나에. (~1932년)
- 4월 8일 - 미국의 사격 선수 존 페인. (~1951년)
- 4월 22일 - 소비에트 연방의 정치인 블라디미르 레닌. (~1924년)
- 5월 4일 - 일본의 사학자 도리이 류조. (~1953년)
- 6월 14일 - 그리스의 왕비 조피 폰 프로이센 왕녀.
- 7월 12일 - 모나코의 왕자 루이 2세. (~1949년)
- 7월 23일 - 조선의 왕족, 흥선대원군의 장손 이준용. (~1917년)
- 8월 2일 - 독일의 사회학자 마리안 베버. (~1954년)
- 8월 19일 - 미국의 정치인 버나드 바루크. (~1965년)
- 8월 31일 - 이탈리아의 교육학자 마리아 몬테소리. (~1952년)
- 9월 7일 - 미국의 육상 선수 토머스 커티스. (~1944년)
- 9월 26일 - 덴마크의 왕 크리스티안 10세. (~1947년)
- 12월 7일 - 대한민국의 독립운동가 이상설. (~1917년)
- 12월 31일 - 인도네시아의 슈퍼센티네리언 음바 고토. (~2017년)

### 미상
- 일제 강점기의 관료 김병규. (~?)

## 사망
- 6월 9일 - 영국의 소설가 찰스 디킨스. (1812년~)
- 6월 20일 - 프랑스의 비평가 쥘 드 공쿠르. (1830년~)
- 8월 18일 - 미국의 사업가 새뮤얼 보건 메릭. (1801년~)
- 9월 23일 - 프랑스의 19세기 소설가, 역사가. 프로스페르 메리메. (1803년~)
- 10월 2일 - 미국의 군인 로버트 E. 리. (1807년~)
- 12월 5일 - 프랑스의 소설가 알렉상드르 뒤마. (1802년~)

## 달력
| 1월 |    |    |    |    |    |    |
| 일  | 월 | 화 | 수 | 목 | 금 | 토 |
|     |    |    |    |    |    | 1  |
| 2   | 3  | 4  | 5  | 6  | 7  | 8  |
| 9   | 10 | 11 | 12 | 13 | 14 | 15 |
| 16  | 17 | 18 | 19 | 20 | 21 | 22 |
| 23  | 24 | 25 | 26 | 27 | 28 | 29 |
| 30  | 31 |    |    |    |    |    |

| 2월 |    |    |    |    |    |    |
| 일  | 월 | 화 | 수 | 목 | 금 | 토 |
|     |    | 1  | 2  | 3  | 4  | 5  |
| 6   | 7  | 8  | 9  | 10 | 11 | 12 |
| 13  | 14 | 15 | 16 | 17 | 18 | 19 |
| 20  | 21 | 22 | 23 | 24 | 25 | 26 |
| 27  | 28 |    |    |    |    |    |

| 3월 |    |    |    |    |    |    |
| 일  | 월 | 화 | 수 | 목 | 금 | 토 |
|     |    | 1  | 2  | 3  | 4  | 5  |
| 6   | 7  | 8  | 9  | 10 | 11 | 12 |
| 13  | 14 | 15 | 16 | 17 | 18 | 19 |
| 20  | 21 | 22 | 23 | 24 | 25 | 26 |
| 27  | 28 | 29 | 30 | 31 |    |    |

| 4월 |    |    |    |    |    |    |
| 일  | 월 | 화 | 수 | 목 | 금 | 토 |
|     |    |    |    |    | 1  | 2  |
| 3   | 4  | 5  | 6  | 7  | 8  | 9  |
| 10  | 11 | 12 | 13 | 14 | 15 | 16 |
| 17  | 18 | 19 | 20 | 21 | 22 | 23 |
| 24  | 25 | 26 | 27 | 28 | 29 | 30 |

| 5월 |    |    |    |    |    |    |
| 일  | 월 | 화 | 수 | 목 | 금 | 토 |
| 1   | 2  | 3  | 4  | 5  | 6  | 7  |
| 8   | 9  | 10 | 11 | 12 | 13 | 14 |
| 15  | 16 | 17 | 18 | 19 | 20 | 21 |
| 22  | 23 | 24 | 25 | 26 | 27 | 28 |
| 29  | 30 | 31 |    |    |    |    |

| 6월 |    |    |    |    |    |    |
| 일  | 월 | 화 | 수 | 목 | 금 | 토 |
|     |    |    | 1  | 2  | 3  | 4  |
| 5   | 6  | 7  | 8  | 9  | 10 | 11 |
| 12  | 13 | 14 | 15 | 16 | 17 | 18 |
| 19  | 20 | 21 | 22 | 23 | 24 | 25 |
| 26  | 27 | 28 | 29 | 30 |    |    |

| 7월 |    |    |    |    |    |    |
| 일  | 월 | 화 | 수 | 목 | 금 | 토 |
|     |    |    |    |    | 1  | 2  |
| 3   | 4  | 5  | 6  | 7  | 8  | 9  |
| 10  | 11 | 12 | 13 | 14 | 15 | 16 |
| 17  | 18 | 19 | 20 | 21 | 22 | 23 |
| 24  | 25 | 26 | 27 | 28 | 29 | 30 |
| 31  |    |    |    |    |    |    |

| 8월 |    |    |    |    |    |    |
| 일  | 월 | 화 | 수 | 목 | 금 | 토 |
|     | 1  | 2  | 3  | 4  | 5  | 6  |
| 7   | 8  | 9  | 10 | 11 | 12 | 13 |
| 14  | 15 | 16 | 17 | 18 | 19 | 20 |
| 21  | 22 | 23 | 24 | 25 | 26 | 27 |
| 28  | 29 | 30 | 31 |    |    |    |

| 9월 |    |    |    |    |    |    |
| 일  | 월 | 화 | 수 | 목 | 금 | 토 |
|     |    |    |    | 1  | 2  | 3  |
| 4   | 5  | 6  | 7  | 8  | 9  | 10 |
| 11  | 12 | 13 | 14 | 15 | 16 | 17 |
| 18  | 19 | 20 | 21 | 22 | 23 | 24 |
| 25  | 26 | 27 | 28 | 29 | 30 |    |

| 10월 |    |    |    |    |    |    |
| 일   | 월 | 화 | 수 | 목 | 금 | 토 |
|      |    |    |    |    |    | 1  |
| 2    | 3  | 4  | 5  | 6  | 7  | 8  |
| 9    | 10 | 11 | 12 | 13 | 14 | 15 |
| 16   | 17 | 18 | 19 | 20 | 21 | 22 |
| 23   | 24 | 25 | 26 | 27 | 28 | 29 |
| 30   | 31 |    |    |    |    |    |

| 11월 |    |    |    |    |    |    |
| 일   | 월 | 화 | 수 | 목 | 금 | 토 |
|      |    | 1  | 2  | 3  | 4  | 5  |
| 6    | 7  | 8  | 9  | 10 | 11 | 12 |
| 13   | 14 | 15 | 16 | 17 | 18 | 19 |
| 20   | 21 | 22 | 23 | 24 | 25 | 26 |
| 27   | 28 | 29 | 30 |    |    |    |

| 12월 |    |    |    |    |    |    |
| 일   | 월 | 화 | 수 | 목 | 금 | 토 |
|      |    |    |    | 1  | 2  | 3  |
| 4    | 5  | 6  | 7  | 8  | 9  | 10 |
| 11   | 12 | 13 | 14 | 15 | 16 | 17 |
| 18   | 19 | 20 | 21 | 22 | 23 | 24 |
| 25   | 26 | 27 | 28 | 29 | 30 | 31 |

### 음양력 대조 일람
| 음력월 | 월건 | 대소 | 음력 1일의 양력 월일 | 음력 1일 간지 |
| ------ | ---- | ---- | -------------------- | ------------- |
| 1월    | 무인 | 대   | 1월 31일             | 정묘          |
| 2월    | 기묘 | 대   | 3월 2일              | 정유          |
| 3월    | 경진 | 대   | 4월 1일              | 정묘          |
| 4월    | 신사 | 소   | 5월 1일              | 정유          |
| 5월    | 임오 | 대   | 5월 30일             | 병인          |
| 6월    | 계미 | 소   | 6월 29일             | 병신          |
| 7월    | 갑신 | 대   | 7월 28일             | 을축          |
| 8월    | 을유 | 소   | 8월 27일             | 을미          |
| 9월    | 병술 | 소   | 9월 25일             | 갑자          |
| 10월   | 정해 | 대   | 10월 24일            | 계사          |
| 윤10월 |      | 소   | 11월 23일            | 계해          |
| 11월   | 무자 | 대   | 12월 22일            | 임진          |
| 12월   | 기축 | 소   | 1871년 1월 21일      | 임술          |